# Karis svenska församling
Karis svenska församling var 1997–2014 en församling i Raseborgs prosteri inom Borgå stift i Evangelisk-lutherska kyrkan i Finland. Till församlingen hörde de kyrkomedlemmar som hade svenska som modersmål och bodde på Karis område i Raseborgs stad.
Församlingen kom till år 1997 då Karis församling delades i två delar: en finskspråkig och en svenskspråkig församling. År 2015 förenades de tidigare självständiga Karis svenska församling och Pojo svenska församling till Karis-Pojo svenska församling.